# Respetable Logia Obradoiro nº80

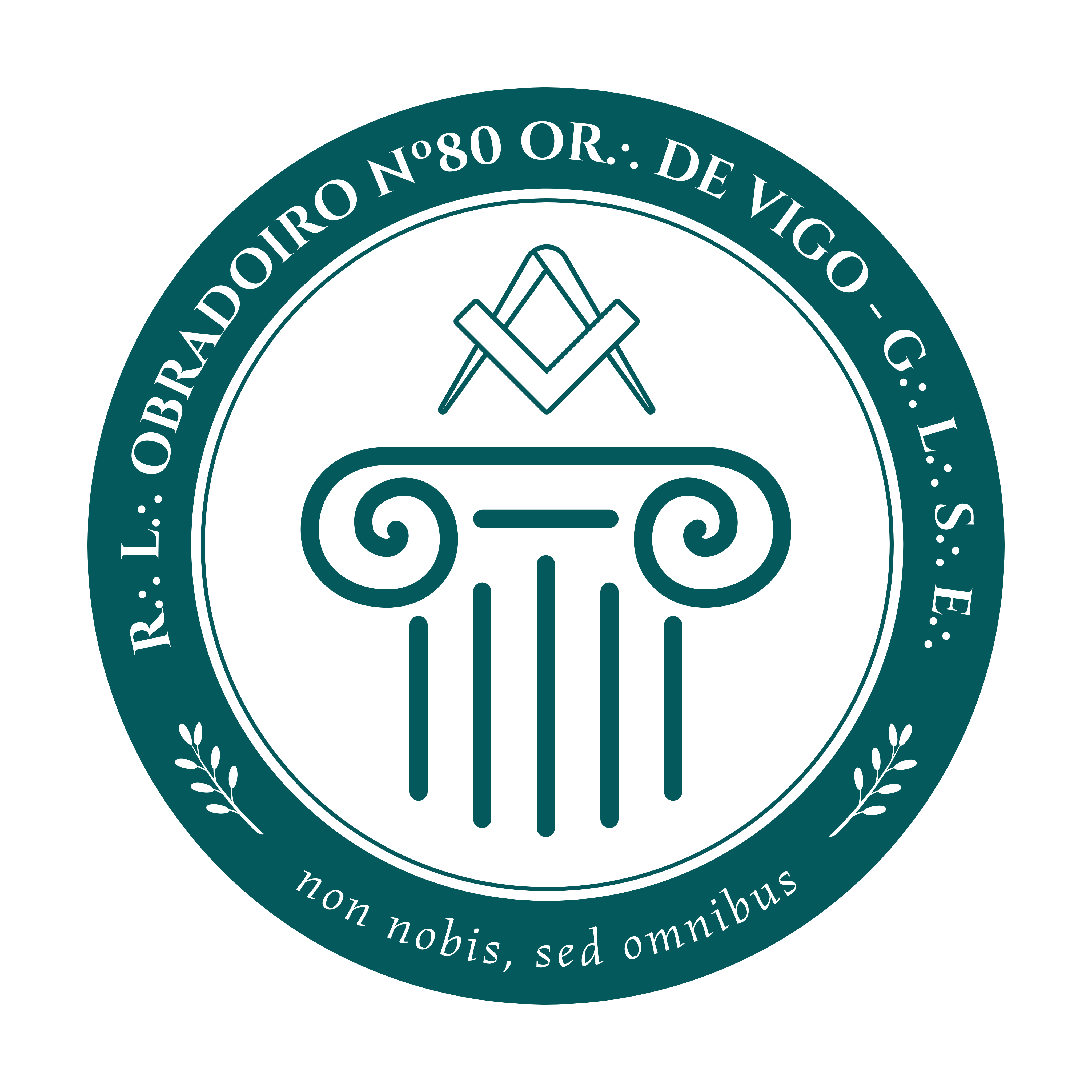
Sello de la Respetable Logia Obradoiro nº80

La Respetable Logia Obradoiro nº80 es una logia masónica radicada en la ciudad de Vigo (Pontevedra), federada a la Gran Logia Simbólica Española. Como tal, se adscribe a la vertiente adogmática y liberal de la masonería, cuya referencia principal es el Gran Oriente de Francia. Es una logia mixta, es decir, reconoce la plena igualdad entre hombres y mujeres para ser masones y los admite en pie de igualdad como miembros activos de la logia. Es una logia adogmática, esto es, no exige a sus miembros que profesen una fe o creencia determinada para acceder a la masonería, sino que deja plena libertad de conciencia a sus miembros, admitiendo a creyentes de todas las religiones, deístas, agnósticos, ateos, etc. Y es una logia liberal, asumiendo la íntegra democratización de la organización como un valor fundacional, todos los cargos son electos por sufragio universal y renovados cada año.

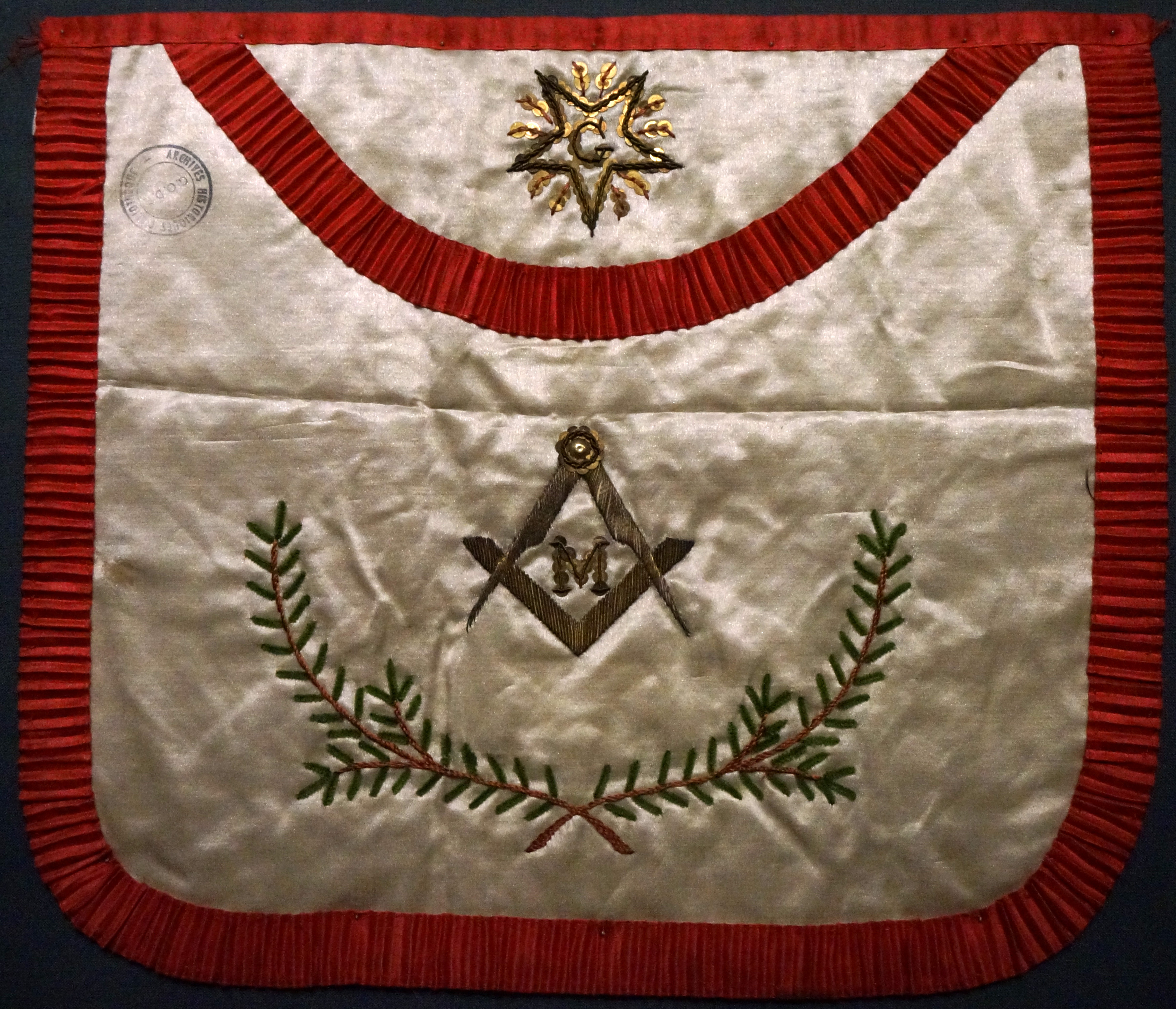
Mandil masónico de grado de Maestro

Trabaja en el Rito Escocés Antiguo y Aceptado, que es uno de los más extendidos a nivel mundial y particularmente tradicional en España. Este Rito se refiere al Gran Arquitecto del Universo como una figura alegórica que permite que personas de diferentes creencias puedan reunirse bajo un mismo techo y aludir a ese principio creador de forma genérica y abstracta. La masonería no impone ninguna interpretación de este principio, por lo que tanto creyentes como ateos pueden trabajar en la misma logia.
La Logia Obradoiro nº80 tiene sus raíces y recoge la tradición directa de la Logia Obradoiro (1997-2013), que fue fundada como una logia salvaje (no adscrita a ninguna federación de logias), más tarde se incorporó a la Orden Masónica Mixta Internacional El Derecho Humano (2001-2013) con el número de registro 1732 y finalmente sus últimos miembros levantaron columnas de la Logia Obradoiro-Keltoy bajo los auspicios de la Gran Logia Simbólica Española (2014), con el número 80, para finalmente recuperar su nombre distintivo original "Obradoiro" en 2018.

## Historia
La Logia Obradoiro levanta columnas oficialmente (se funda) el 1 de diciembre de 2014, fecha en la que la Gran Logia Simbólica Española le extiende la Carta Patente que la reconoce como una logia de su federación. Como tal, la logia se compromete a acatar la Constitución y Reglamentos Generales de la Gran Logia Simbólica Española y a trabajar bajo el Rito Escocés Antiguo y Aceptado. 

## Actividad
Como cualquier otra logia, Obradoiro es una asociación local de francmasones, soberana, que se autogobierna libremente y regula sus finanzas, conforme a los Reglamentos Generales de la federación a la que pertenece, la Gran Logia Simbólica Española. Todas las logias se compone de un mínimo de 7 miembros (aunque su número suele oscilar entre los 20 y 40 miembros) entre los que se eligen, como mínimo, los siguientes cargos u oficios: 
- Venerable Maestro (Presidente)
- Primer Vigilante (Vicepresidente Primero)
- Segundo Vigilante (Vicepresidente Segundo)
- Secretario
- Orador
- Tesorero
- Experto
- Maestro de Ceremonias
- Guarda Templo

La actividad principal de la logia es la celebración de las tenidas, o reuniones ceremoniales, donde los masones se reúnen para incorporar nuevos miembros, elegir a los cargos de la logia, despachar asuntos de secretaría, de tesorería, se leen textos sobre diversos temas (planchas) y se finaliza la reunión con un ágape, ya sea un almuerzo o una cena, que se puede celebrar en las instalaciones de la logia o en restaurantes.
Complementariamente a la celebración de las tenidas, la logia organiza también “jornadas de instrucción”, consistentes en reuniones informales en las que se profundiza sobre la historia, el contenido y la filosofía masónicas, y se preparan los textos y exposiciones que se debatirán en la tenida, y donde el Primer y Segundo Vigilantes forman a Aprendices y Compañeros en lo referente a su grado.
Ésta es la actividad principal de la logia, aunque frecuentemente sus miembros se reúnen para confraternizar en un ambiente de ocio o para realizar actividades públicas o privadas fuera de la logia.